# 绿枝山矾
绿枝山矾（学名：Symplocos viridissima）为山矾科山矾属下的一个种。

## 扩展阅读
- 維基物種上的相關：绿枝山矾